# Hugo Traub

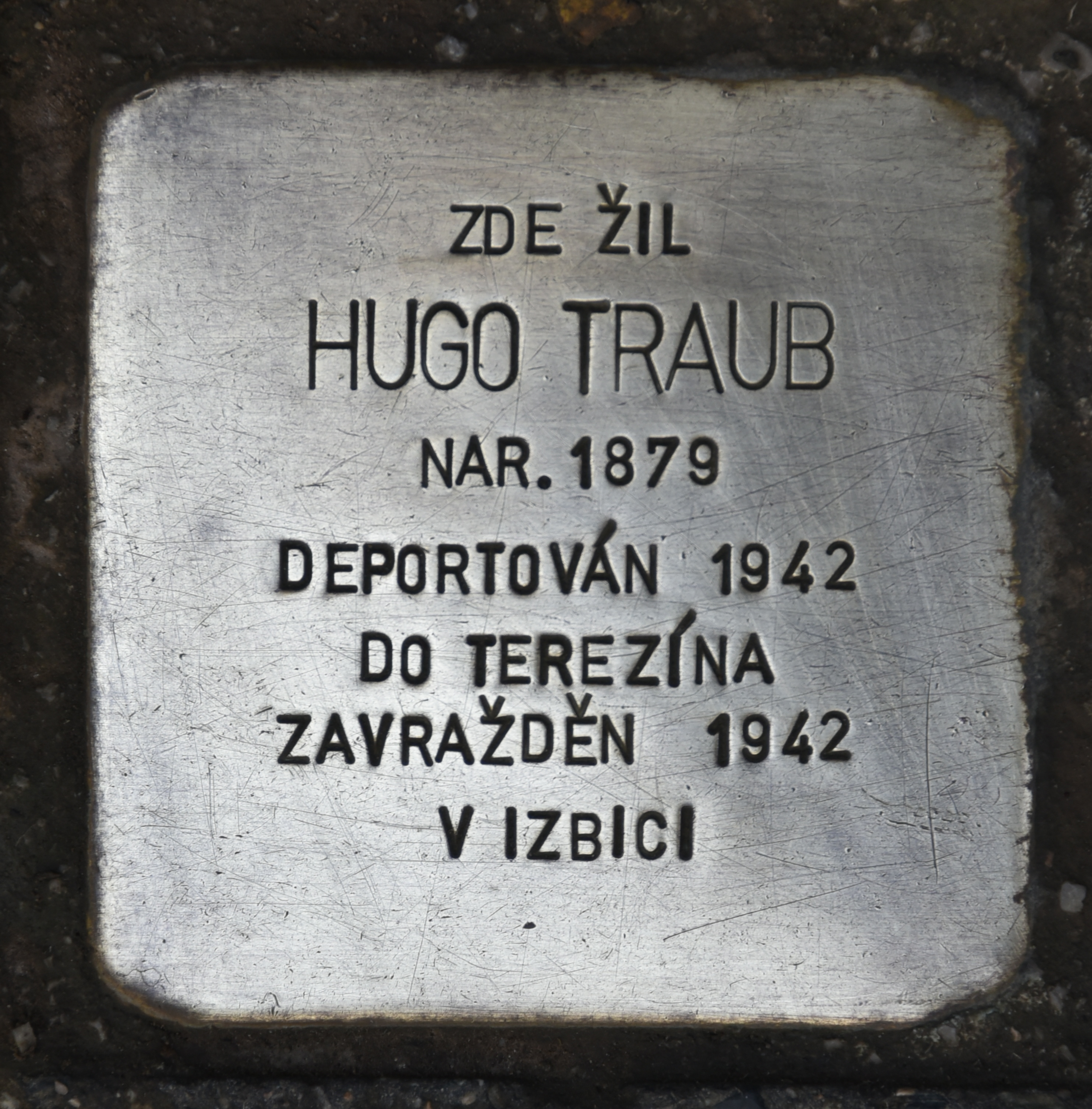
Stolperstein (Kámen zmizelých) pro Huga Trauba

Hugo Traub (18. dubna 1879 Čáslav - po 27. dubna 1942 Izbica) byl český středoškolský profesor a historik.

## Život
Narodil se v Čáslavi do židovské rodiny obchodníka Izáka Trauba a jeho ženy Wilhelminy, roz. Schulhofové. Hugo měl tři sourozence, jednoho bratra a dvě sestry. Do obecné školy chodil v Čáslavi, v dalším studiu pokračoval na místním gymnáziu a do vyšších tříd pak chodil na smíchovské gymnázium, kde i v roce 1900 odmaturoval. V dalším studiu pokračoval na Filozofické fakultě Karlovy univerzity, kde studoval dějepis a zeměpis, obé dokončil v roce 1904 a rok poté promoval s titulem doktor filozofie v oboru obecných dějin a historie rakouského mocnářství. Po promoci získal licenci pro výuku historie a zahájil následně kariéru středoškolského profesora. Koncem prosince roku 1907 se Hugo Traub oženil s o osm let mladší Elly Oplatkovou a koncem listopadu roku následujícího se jim narodil v Brně jediný syn Jiří.
Svoji pedagogickou dráhu započal ještě jako svobodný v roce 1904 v Brně, kde působil na českém reálném gymnáziu na tř. kpt. Jaroše, následně na rok odešel učit do Prostějova, aby se roku 1907 vrátil zpět do Brna, kde se usadil natrvalo. Zde pak působil na státním reálném gymnáziu na Křenové ulici, až do dubna roku 1939. Krom svého povolání coby středoškolský profesor, působil v letech 1930-1939 na brněnské České vysoké škole technické jako honorovaný docent pověřen přednáškami z obecných a kulturních dějin a od poloviny 30. let též působil na Komenského vyšší lidové škole v Brně, kde se ve filozoficko-historické sekci ujal přednášek.
V roce 1939 byl coby osoba židovského původu penzionován, zbaven všech veřejných aktivit a musel též opustit i svůj byt. Koncem března roku 1942 byl prof. Hugo Traub se svojí ženou Ellou a její matkou Janou Oplatkovou zařazen do transportu a následně deportováni do ghetta Terezín. Koncem dubna téhož roku byli manželé Traubovi odvlečeni do Lublinu, Jana Oplatková zemřela v ghettu v květnu 1942 a Hugo Traub byl po selekci poslán do tranzitního ghetta Izbica ve východním Polsku. Odtud byl dále deportován do vyhlazovacího tábora Sobibor, avšak přesné datum a místo jeho smrti zůstává neznámé. Se vší pravděpodobností zahynul se svou ženou nejpozději na podzim 1942 .
V září roku 1946 byla ulice Hutterova v Černých Polích přejmenována na Traubova a v roce 2013 byl v Brně na ulici Čapkova 5 vsazen Kámen zmizelých.

## Dílo (výběr)

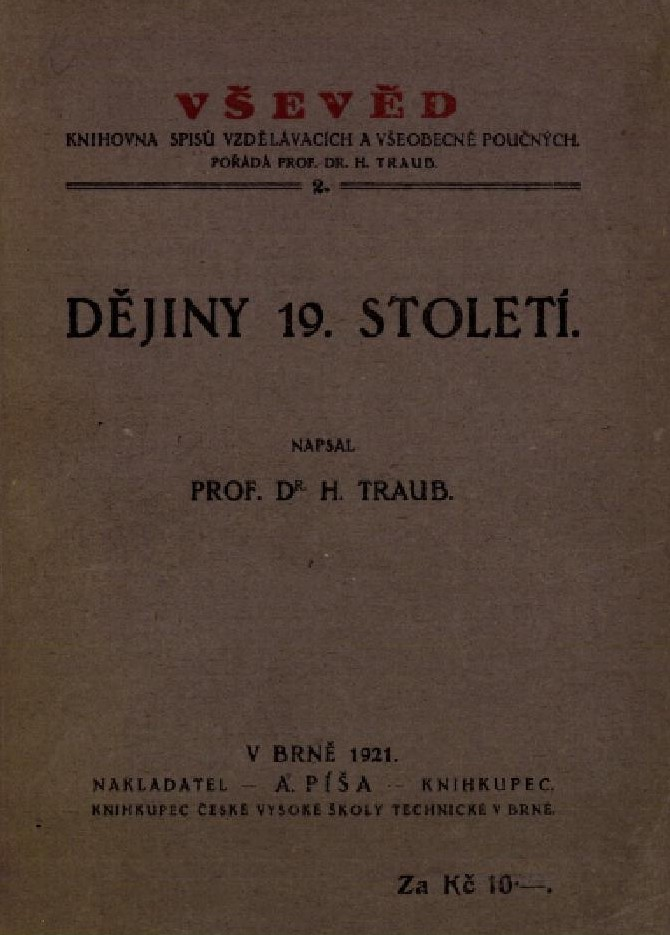
Prof. Dr. Hugo Traub - Dějiny 19. století, nakladatel A. Píša Brno 1921

- 1905 - Události roku 1848 se zřetelem k zemím habsburským (vyd. E.Šolc v Telči)
- 1908 - Velká revoluce francouzská (vyd. E.Šolc v Telči)
- 1911 - Dějiny Matice moravské k šedesátinám jejím (Brno)
- 1914 - Pokus Fričův o návrat do vlasti r. 1871 (vyd. vlastním nákladem, Brno)
- 1919 a 1925 - Karel Havlíček Borovský (vyd. F. Topič v Praze)
- 1921 - Dějiny 19. století (vyd. A. M. Píša, Brno)[7]
- 1923 - F. L. Rieger (vyd. F. Topič v Praze)
  - Řeči dr. F. L. Riegera I. (vyd. F. Topič v Praze)
- 1924 - František Palacký (vyd. F. Topič v Praze)
- 1928 - Bouřlivý rok 1848 v Evropě (vyd. F. Topič v Praze)
  - F. L. Rieger. Výbor z řečí (vyd. J. Otto v Praze)[8]
- 1929 - Květnové spiknutí v Čechách roku 1849 (vyd. Šolc a Šimáček v Praze)[9]
- 1930 - Ohlas květnových událostí vídeňských 1848 na Moravě. Praha (vyd. vlastním nákladem)
- 1932 - Červencová revoluce francouzská a její ohlas po světě (vyd. Šolc a Šimáček v Praze)